# ۴۰۰۰ (عدد)
۴۰۰۰ (عدد)یک عدد طبیعی است که بعد از ۳۹۹۹ و قبل از ۴۰۰۱ قرار دارد.